# 三島村 (茨城県)
三島村（みしまむら）は、かつて茨城県筑波郡に存在した村である。現在の茨城県つくばみらい市の南部に位置する。

## 地理
村の南部には小貝川がある。

## 村名の由来
「島」の字がつく上島・中島・下島の三つにちなむと思われる。
現在はつくばみらい市立三島小学校等に名をとどめる。

## 沿革
- 1889年（明治22年）4月1日 - 町村制施行に伴い、下島村・中島村・上島村・伊丹村・福原村・戸茂村・戸崎村・神住新田・山王新田が合併して筑波郡三島村が成立。
- 1954年（昭和29年）7月1日 - 小張村・谷井田村・豊村と合併し、伊奈村が発足。三島村は消滅。